# Nebotičnik
El Nebotičnik (que en esloveno quiere decir: «Rascacielo») es un prominente torre de gran altura situada en el centro de Liubliana, Eslovenia, y uno de los monumentos más reconocibles de la ciudad. Sus trece plantas se elevan a una altura de 70,35 m (231 pies). Fue diseñado por el arquitecto esloveno Vladimir Subic para el Instituto de Pensiones, el mayor inversor del edificio. La construcción comenzó el 19 de abril de 1931 y el edificio se inauguró el 21 de febrero de 1933. Una vez finalizado, fue el edificio más alto en el Reino de Yugoslavia, y el noveno rascacielos más alto de Europa. Fue y seguiría siendo durante algún tiempo el edificio residencial más alto de Europa. Nebotičnik es predominantemente un lugar de negocios, con una gran variedad de tiendas en la planta baja y en el primer piso, mientras que entre la segunda planta y la quinta hay varias oficinas. Del sexto al noveno pisos hay residencias privadas. 